# Конрад I (Швабия)
Конрад I (на немски: Konrad I., Kuno von Öhningen, † 20 август 997) от рода на Конрадините, е от 983 до 997 г. херцог на Швабия и Елзас, от 987 г. е граф в Уфгау и от 994 г. граф в Ортенау.

## Биография
Той се жени за Рихлинд (Регинлинт), дъщеря на Лиудолф († 957 г. от род Лиудолфинги), херцог на Швабия (950 – 954), крал на Италия (956 – 957), най-големият син на император Ото I.
След смъртта на бездетния швабски херцог Ото I по време на неговия поход в Италия през 982 г., император Ото II поставя зет си Конрад за херцог на Швабия. Това е документирано на императорското събрание през 983 г. във Верона. В един императорски документ от 988 г. той е наречен „dux Alemannorum et Alsatiorum“ (или „херцог на швабите и елзасците“). Неговата столица („caput ducatus“) е Страсбург.
След неговата смърт херцог става неговият син Херман II.

## Деца
Конрад I има най-малко шест деца:
- Лиутолд, laicus
- Конрад, laicus
- Херман II († 4 май 1003), 996 Dux, 997 херцог на Швабия, 1002/1003 кандидат при кралските избори; ∞ 986 Герберга Бургундска († 7 юли 1019, или 1018), дъщеря на Конрад III (Pacificus), херцог на Бургундия (Велфи), вдовица на граф Херман от графство Верл
- Ита фон Йонинген († сл. 16 октомври 1000), ∞ граф Рудолф II фон Алтдорф († 10 март ...) (Велфи)
- дъщеря ∞ сл. 1011 Владимир I Святославич, Свети Владимир († 15 юли 1015), Велик княз на Киев (Рюриковичи, Рурикиди)
- Юдит ∞ I NN (фон Рейнфелден), ∞ II Адалберт граф на Метц, † 1033, (Матфриди)
- Куница, † 1020, ∞ Фридрих I, 1003/1027, граф на Дисен